# Riu Cantavella
El riu Cantavella és un afluent del riu Bergantes, i com el nom indica, neix a les proximitats de la població de Cantavella a l'Aragó, a uns 2 km, i desemboca a la població valenciana del Forcall, als Ports, al riu Bergantes.
Aquest riu neix en les proximitats de la Serra de Gúdar i travessa la província de Terol amb la de Castelló, que és on desemboca. Passa per les localitats de Mirambell, la Cuba, ambdues de la província de Terol i després entra en terres castellonenques passant per la població de La Mata de Morella, la Todolella i acaba en el riu Bergantes en la població de Forcall.
No sol portar grans quantitats d'aigua, sobretot a l'estiu, temps de sequera. Però a l'hivern, les contínues nevades i el clima de muntanya prou plujós, fa que aquest riu porte aigua durant l'hivern i primavera. L'altra estació on sol portar aigua és a la tardor, ja que als mesos de setembre i octubre solen ser molt plujosos.
Durant la Guerra de Successió en 1710, el pont sobre el riu a l'alçada de La Todolella va ser escenari d'una batalla, entre morellans botiflers i miquelets.